# Boisdorfer See und Fürstenberggraben
Koordinaten: 50° 53′ 36″ N, 6° 43′ 55″ O

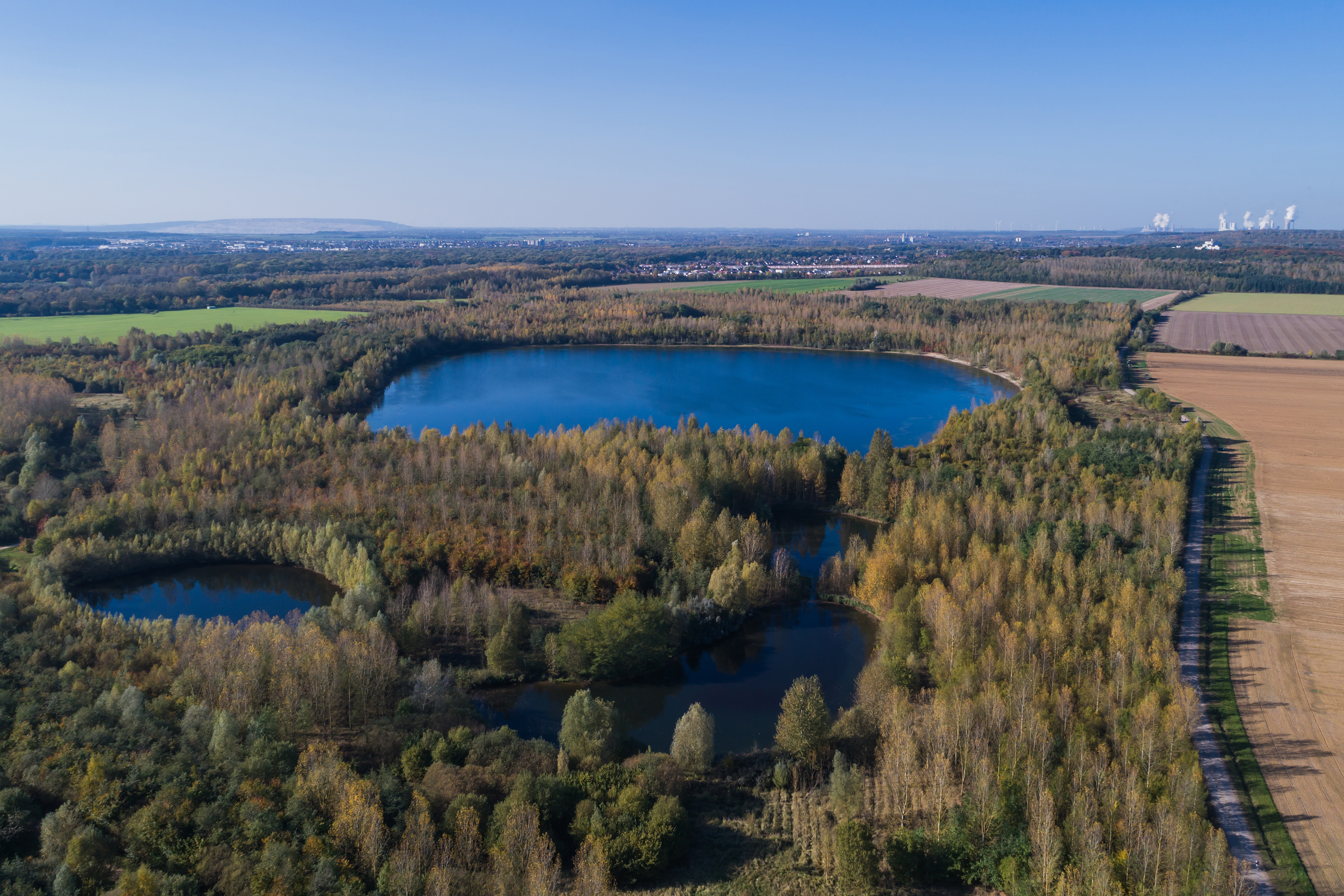
Naturschutzgebiet Boisdorfer See und Fürstenberggraben (Oktober 2017)

Das Naturschutzgebiet Boisdorfer See und Fürstenberggraben liegt auf dem Gebiet der Stadt Frechen im Rhein-Erft-Kreis in Nordrhein-Westfalen.
Das Gebiet mit dem Tagebaurestsee Boisdorfer See erstreckt sich südwestlich der Kernstadt von Frechen und südöstlich von Horrem, einem Stadtteil von Kerpen. Nördlich des Gebietes verläuft die A 4 und westlich die Landesstraße L 163 und die A 61. Nordwestlich erstreckt sich das 192,1 ha große Naturschutzgebiet (NSG) Parrig und südwestlich das 205,4 ha große NSG Kerpener Bruch sowie die südlich angrenzenden Freiflächen und ehemalige Abgrabungsbereiche.

## Bedeutung
Das etwa  132,2 ha große Gebiet wurde im Jahr 2011 unter der Schlüsselnummer BM-045 unter Naturschutz gestellt. Schutzziele sind 
- der Erhalt eines großen, von Wald und Gewässern geprägten Gebietes,
- die Erhaltung und Entwicklung zu einem strukturreichen Lebensraum mit Gewässern, Wald und Offenland als wertvolle Lebensstätten und Biotope für wildlebende seltene und gefährdete Tiere und Pflanzen und deren Lebensgemeinschaften.[2]